# Hwang Seok-ho
Hwang Seok-ho, né le 27 juin 1989, est un footballeur sud-coréen. Il évolue au poste de défenseur pour le club de  Sagan Tosu.
Il est médaillé de bronze aux Jeux olympiques d'été de 2012.

## Palmarès
- Championnat du Japon : 2016
- Coupe du Japon : 2016